# スティーヴン・バーク
スティーヴン・バーク（Steven Burke、1988年3月4日 - ）は、イングランド、バーンリー出身の自転車競技（トラックレース）選手。

## 来歴
2005年
- ヨーロッパ自転車競技選手権大会（以下、欧州選手権）
  - ジュニア部門・団体追抜 優勝
- ジュニア世界選手権自転車競技大会
  - 団体追抜 2位

2006年
- 欧州選手権
  - ジュニア部門・団体追抜 優勝
- ジュニア世界選手権自転車競技大会
  - 団体追抜 3位

2007年
- 欧州選手権
  - U23部門・団体追抜 優勝
- イギリス選手権
  - スクラッチ 優勝

2008年
- UCIトラックワールドカップ2007-2008
  - コペンハーゲン - 団体追抜 優勝
- 北京オリンピック・個人追抜 3位
- 欧州選手権
  - U23部門・団体追抜 優勝
- イギリス選手権
  - 個人追抜 優勝
- UCIトラックワールドカップ2008-2009
  - マンチェスター - 団体追抜 優勝

2009年
- UCIトラックワールドカップ2008-2009
  - コペンハーゲン - 団体追抜 優勝

2010年
- 欧州選手権
  - 団体追抜 優勝（+ エド・クランシー、ジェイソン・クアリー、アンドリュー・テナント）

2011年
- UCIトラックワールドカップ2010-2011
  - マンチェスター - 団体追抜 優勝
- トラック世界選手権
  - 団体追抜 3位
- 欧州選手権
  - 団体追抜 優勝（ピーター・ケノー、エド・クランシー、アンドリュー・テナント、ジェライント・トーマス）

2012年
- トラックレース世界選手権・団体追抜に、エド・クランシー、ジェライント・トーマス、ピーター・ケノー、（予選はバークではなく、アンドリュー・テナント）とともに、決勝戦にのみ出場し優勝に貢献。また、決勝のオーストラリア戦において、3分53秒295の世界記録をマークした。
- ロンドンオリンピックにおいても、エド・クランシー、ジェライント・トーマス、ピーター・ケノーの3人で挑み、予選で3分52秒499、決勝で3分51秒659のそれぞれ世界新記録をマークし、五輪同種目連覇に貢献した。

2013年
- トラック世界選手権
  - 団体追抜 2位